# UCLouvain FUCaM Mons

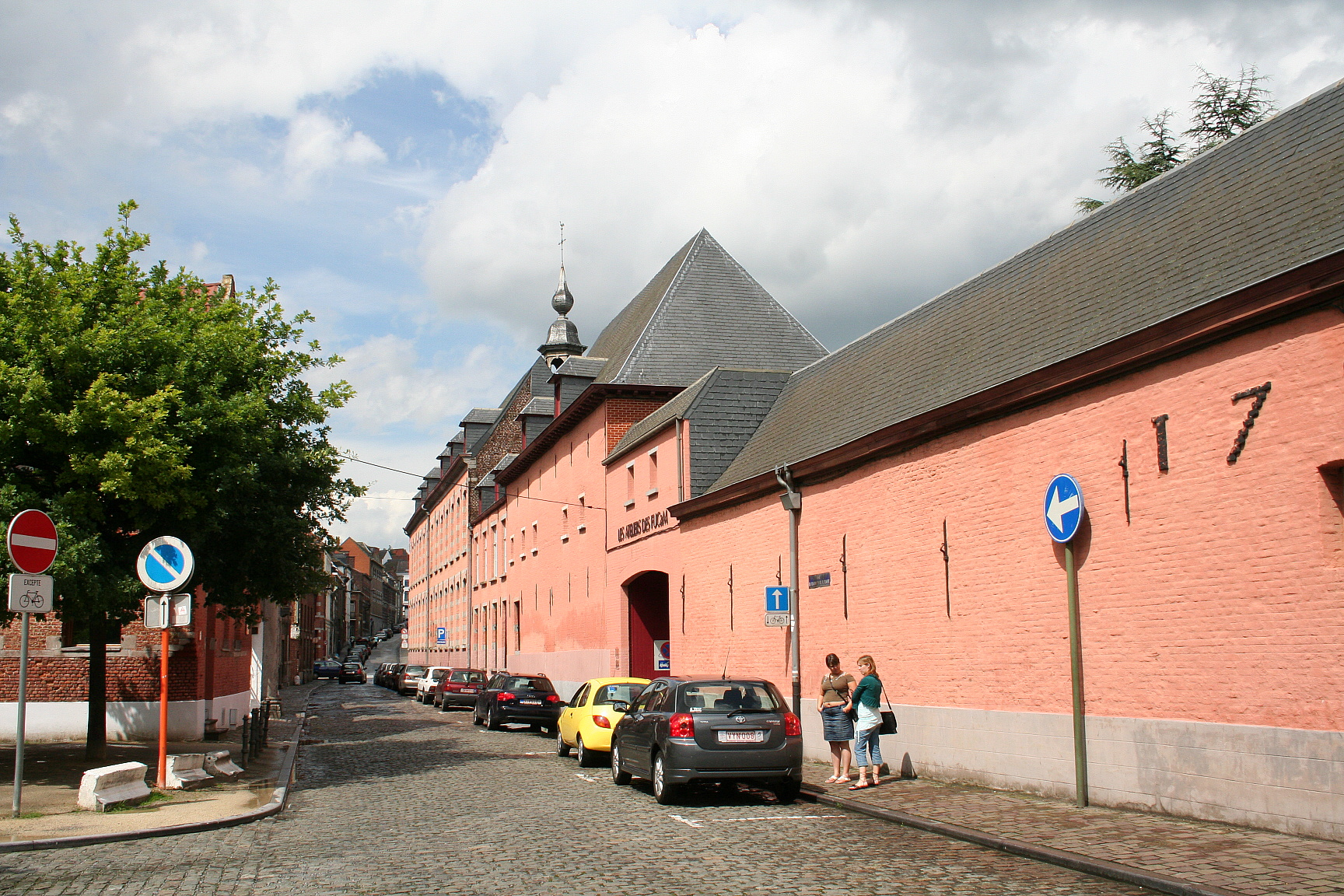
De 'Ateliers des FUCaM', campus de UCLouvain FUCaM Mons in het centrum van Bergen.

De UCLouvain FUCaM Mons (tot 2018 bekend als UCL Mons) is een afdeling van de Université catholique de Louvain (UCLouvain) in Bergen, Wallonië, België. De officiële taal aan de universiteit is Frans. Voor 2011 waren de FUCaM, Facultés universitaires catholiques de Mons, een onafhankelijke Franstalige universiteit, gesticht in 1896.
Campus FUCaM Mons biedt bachelor-, master- en doctoraatsstudies aan in Economische, Sociale, Politieke en Communicatiewetenschappen onder twee faculteiten: the Louvain School of Management (LSM) en de Faculteit Economische, Sociale, Politieke en Communicatiewetenschappen (ESPO).
Tot 2011 was de UCLouvain FUCaM Mons een zelfstandige universiteit onder de naam Facultés universitaires catholiques de Mons (FUCaM). Nadat de Universiteit van Namen een grote fusie tussen alle Franstalige katholieke universiteiten tot UCLouvain geblokkeerd had, gingen de UCL en FUCaM eenzijdig door met een integratie van FUCaM in de UCL. FUCaM was sinds 2004 al lid van de Académie Louvain, een netwerk van Franstalige katholieke universiteiten in België. Sinds september 2018 is de UCLouvain gefuseerd en is nu een katholieke universiteit gevestigd op 7 campussen in Wallonië en Brussel.

## Academische programma's
UCLouvain FUCaM Mons bestaat uit twee faculteiten van de UCLouvain:
- De Louvain School of Management (LSM) met bachelor and master diploma's in management en economie.
- De Faculteit Economie, Sociologie, Politicologie en Communicatie wetenschappen (ESPO).

## Bron
- UCLouvain FUCaM Mons